# شول شفرد
شول شفرد (به انگلیسی: Chevel Shepherd) (زادهٔ ۱۸ ژوئن ۲۰۰۲ ) خواننده آمریکایی است. او در سن ۱۶ سالگی برنده فصل ۱۵ام برنامه استعدادیابی د ویس در آمریکا شده‌است.